# Psicoacústica (álbum)
Psicoacústica é o terceiro álbum de estúdio da banda brasileira de rock Ira!, lançado em 1988. Está na lista dos 100 maiores discos da música brasileira pela Rolling Stone Brasil, no 81° lugar.

## Contexto
Meses depois de suas apresentações no festival Hollywood Rock em janeiro de 1988, o Ira! lançou aquele que seria um dos seus discos mais cultuados. Muito lembrado em listas que relacionam os melhores discos da história do rock brasileiro, Psicoacústica foi visto como um disco um tanto quanto ousado e visionário para a sua época, com faixas em estilos muito pouco convencionais para a mídia. O aspecto hermético do disco o deixou com uma aura anticomercial, resultando em vendagens de apenas 50 mil cópias.

## Música e influências
Psicoacústica mostra o direcionamento do Ira! a diversos gêneros. A banda transitava pelo reggae ("Receita Para Se Fazer um Herói"), hard rock ("Farto do Rock 'n' Roll", a única canção do disco não cantada por Nasi, sendo interpretada por Edgard Scandurra) e rock psicodélico ("Mesmo Distante"). Somente "Manhãs de Domingo" e "Poder, Sorriso, Fama" seguiam a sonoridade dos dois primeiros álbuns da banda, calcados na música mod. Na primeira, Edgard canta, já ao final da música, o trecho "nas ruas é que me sinto bem", aludindo ao primeiro verso de "Nas Ruas", de Vivendo e Não Aprendendo. Na letra da mesma música, o guitarrista ainda empregou, pela primeira vez, a expressão "amigos invisíveis", frase que daria nome ao seu primeiro disco solo, de 1989.
O ecletismo se manifestava ainda mais na canção "Advogado do Diabo", com junção de elementos do rock, do rap e da embolada nordestina. Comenta-se que esta música era bastante reverenciada por Chico Science, tanto que ele a incluiu no set list de algumas apresentações da Nação Zumbi. Isto reforça a ideia de o Ira! ser um dos grupos de rock nacional favoritos dos músicos pernambucanos que geraram o movimento manguebeat.
A integração de elementos da música rap em Psicoacústica se deu por conta da adoração sentida por Nasi e por André Jung pela cultura hip-hop. O vocalista ouvia frequentemente LPs do Grandmaster Flash e do Run DMC nesta época. Os dois se aproximaram de artistas e grupos como Thaíde & DJ Hum, MC Jack, O Credo e Código 13, que difundiam tanto música como estilo de vida ligadas à tal estética. Todos eles gravariam o LP Hip-Hop Cultura de Rua, lançado em 1988, que contou com a dupla do Ira! entre seus produtores. Sabe-se que Edgard, visivelmente incomodado com a incursão de seus colegas de banda no universo hip-hop, escreveu a letra de "Farto do Rock 'n' Roll" tendo em mente deixar de um "recado" para Nasi e Jung, deixando parecer que havia um desleixo dos dois com relação ao rock. Nasi se negou a cantar a canção, rejeitando a ideia de que estava abrindo mão de seu gosto pelo estilo.
Além de transitar por variados estilos musicais, o disco ainda foi um dos primeiros álbuns brasileiros em que samplers foram empregados nas gravações. Quatro faixas do disco tiveram a utilização desses recursos, que geralmente eram inseridos por Nasi. No primeiro minuto de "Rubro Zorro", pode-se ouvir um trecho com a fala "trata-se de um faroeste do terceiro mundo!"; tal áudio é proveniente do filme O Bandido da Luz Vermelha, assim como o que foi incluído numa passagem instrumental de "Pegue Essa Arma" ("E o terceiro mundo vai explodir! E quem tiver de sapato não sobra!"). "Advogado do Diabo", em seus segundos finais, traz um discurso feito em rádio AM pelo presidente da LBV, Paiva Netto ("Não adianta, tem que haver rico, tem que haver pobre; tem que haver branco, tem que haver negro; tem que haver patrão, tem que haver empregado; porque o povo quer assim."). E, finalmente, em "Farto do Rock 'n' Roll" são reproduzidos sons da platéia em um show.
Além do filme O Bandido da Luz Vermelha, outro fator influente para o Ira! na elaboração de Psicoacústica foi o incidente ocorrido quando do naufrágio, em setembro de 1987, do navio japonês Solana Star, que trazia grandes quantidades de maconha asiática conservadas em latas. As latas permaneceram à deriva em águas brasileiras, até chegarem nas praias de São Paulo e do Rio de Janeiro em especial, caracterizando o período que ficou conhecido por "verão da lata" (entre 1987 e 1988).

## Lançamento e formatos
Psicoacústica chegou às lojas em maio de 1988, tendo "Pegue Essa Arma" como primeiro single. A primeira tiragem do LP trazia encartado um óculos tridimensional, de tal forma que o fã poderia se deleitar com a arte presente na capa dulpa do disco, consistente em anaglifo nas cores verde e vermelha (ou magenta).
Já a edição em K7 do álbum incluía uma música a mais: uma versão ao vivo de "Não Pague Pra Ver", registrada na apresentação realizada no Hollywood Rock em São Paulo, como a quinta faixa do lado A.
O álbum não ganhou uma versão em CD na época de seu lançamento - apesar de Vivendo e Não Aprendendo ter sido lançado neste formato no ano anterior (uma vez que foi em 1987 que os compact discs começaram a ser fabricados no Brasil). Sua estréia em formato digital se deu numa coletânea da série 2 é Demais!! de 1998, dedicada ao Ira!, dividindo espaço com as faixas do quinto disco, Meninos da Rua Paulo. Apenas em 2001 Psicoacústica ganhou uma versão em CD individual, incluindo a capa original e a readaptação da arte gráfica do lançamento em LP, como parte do projeto "Arquivos Warner", de seu ex-integrante (e então baterista dos Titãs) Charles Gavin. Não foram inseridas faixas-bônus. Foi o último álbum da discografia "oitentista" do Ira! a ser contemplado neste formato.

## Crítica
Psicoacústica foi muito bem recebido pela crítica quando foi lançado. No Jornal do Brasil, Arthur Dapieve saudou o álbum, alegando que "o estúdio não entrou com a pasteurização asséptica de costume, mas para sujar o som com infinitos efeitos neo-psicodélicos. [...] O Ira! viveu, aprendeu e mudou o comportamento - nem tudo na vida são melodias facilmente assimiláveis." Thales de Menezes, da Folha de S. Paulo, também viu pontos positivos no disco: "[...] é o disco mais ousado do Ira!. O grupo rompeu com a estrutura tradicional '1ª estrofe, refrão, 2ª estrofe, refrão, solo, refrão' que norteava a maioria das músicas de seus dois primeiros LPs. As pistas sonoras estão sobrepostas em arranjos meticulosos, que quebram a estrutura das canções no decorrer delas, criando segmentos rítmicos às vezes antagônicos."

## Problemas relativos
Ainda na época em que estava prestando serviço militar, no início dos anos 1980, Edgard recebeu a letra da música "Receita para se Fazer um Herói" de um colega de quartel que atendia pelo nome de Esteves, que dizia ser o autor daqueles versos. O guitarrista a musicou pouco tempo depois. O Ira!, que tocava a canção desde os seus primeiros shows, decidiu finalmente lançá-la em seu terceiro disco. Acontece que, com o LP prestes a chegar ao mercado, o grupo não conseguiu entrar em contato com Esteves para fins de autorização da publicação da música - o que explica a presença da pergunta "Esteves, cadê você?" na lista de agradecimentos do álbum.
Com o disco já nas lojas, em meados de 1988, Esteves finalmente apareceu e começou a reclamar sua parte em dinheiro relativo aos direitos autorais de "Receita..." (que, àquela altura, começou a ser trabalhada como o segundo single do disco), e ameaçou entrar na Justiça para exigir o recolhimento do disco das lojas caso não recebe os pagamentos que, acreditava-se, lhe eram devidos. Uma nova surpresa, no entanto, foi reservada à banda. Na seção de cartas da extinta revista Bizz, uma leitora apontou semelhanças notórias entre os versos de "Receita..." e os de um poema atribuído ao escritor lusitano Reinaldo Ferreira, chamado quase identicamente de "Receita para Fazer um Herói", advertindo o quarteto de que poderia ocorrer processo por plágio. O grupo manteve contato com a viúva do poeta para evitar futuros litígios. A farsa armada por Esteves tinha sido descoberta, tanto que seu nome não consta nos créditos (e sim o de Ferreira) apresentados na contracapa da primeira edição em CD do álbum.
Rogério Sganzerla também fez exigência semelhante à de Esteves ao Ira!. Num primeiro momento, o diretor teria hesitado em liberar os áudios extraídos de O Bandido da Luz Vermelha usados em "Rubro Zorro" e em "Pegue Essa Arma", requeridos pelo grupo. Uma outra versão diz que a banda não o procurou para obter tal concessão. Independentemente do que tenha ocorrido, o fato é que Sganzerla cobrou da WEA um pagamento adiantado pela utilização dos áudios, ameaçando ingressar na Justiça para requerer um embargo à obra do quarteto paulistano caso não fosse atendido.

## Faixas
Todas as músicas compostas por Edgard Scandurra, exceto onde indicado.
1. "Rubro Zorro" (Edgard Scandurra, André Jung, Ricardo Gaspa, Nasi)
2. "Manhãs de Domingo"
3. "Poder, Sorriso, Fama"
4. "Receita Para Se Fazer um Herói" (Scandurra, Nasi, Jung, Gaspa, Reinaldo Edgar Ferreira)
5. "Pegue Essa Arma"
6. "Farto do Rock 'n' Roll" (Scandurra, Gaspa)
7. "Advogado do Diabo" (Nasi, Jung)
8. "Mesmo Distante"

### Faixa bônus (Versão K7)
1. "Não Pague Pra Ver" (ao vivo no Hollywood Rock, 1988)

## Formação
- Nasi: Voz, Scratch Audio Master
- Edgard Scandurra: Guitarra, Banjo, Craviola, Guitarras fantasmagóricas, Caixa Clara (em "Mesmo Distante"), Voz
- Ricardo Gaspa: Baixo, Voz
- André Jung: Bateria, Percussão, Voz

### Participações especiais
- Don Harris: Trompetes (em "Receita...")
- Roberto Firmino: Teclado (em "Receita...")
- William Forghieri: Teclado